# Landskrona IF
Landskrona IF var en idrottsförening i Landskrona. Klubben bildades 1908 och hade initialt flera sporter på programmet men fotboll som huvudsport. LIF var under sin tid affilierat med Skånes Fotbollförbund och bytte namn till just Landskrona IF i samband med inträde i Riksidrottsförbundet 1920.

## Historik
Landskrona IF debuterade i Skåneserien 1923 och spelade under året mot Malmö BI, IS Göta och IFK Kristianstad i seriespelet. LIF förde en trevande tillvaro i Landskrona under 1920-talet, bakom det betydligt mer framgångsrika fotbollslaget Landskrona BoIS. Detta även om LIF lyckades sticka upp ibland och besegra Landskrona BoIS, som t.ex. skedde i maj 1921 Efter LIFs seger i Skånes Div I - Mellersta under SFF säsongen 1926-1927, kunde laget avancera till den nationella serien Div II Sydsvenska under SvFF  till säsongen 1927-1928. I den nationella serien var motståndet betydligt tuffare och LIF kom sist i tabellen, debutåret under SvFF. Vilket såklart medförade att laget flyttades ner en nivå, till den nyskapade tredje nationella serienivån i Div III - Sydsvenska inför säsongen 1928-29. Säsongen 1929-30 kom laget på sista plats i Div III - Sydsvenska och föreningen tynade sedan bort under de inledande åren av 1930-talet.